# HD 74156
HD 74156は、うみへび座の方角、太陽系から約188光年の距離にあるG型主系列星である。2つの惑星を持つことが知られている。

## 恒星
| 太陽 | HD 74156  |
| ---- | --------- |
| 太陽 | Exoplanet |

HD 74156は、太陽よりも質量が2割程度、半径も5割程度大きい。表面温度も太陽より高く、光度は太陽の3倍近くある。年齢は太陽と同程度で、金属量は太陽より若干多いとみられる。

## 惑星系
2001年4月、ジュネーブ天文台を中心としたグループが、ラ・シヤ天文台の1.2m望遠鏡による視線速度法の観測から、HD 74156の周りには2つの巨大惑星が公転している、と発表した。これに、オート＝プロヴァンス天文台での観測結果が加わり、2003年には2つの太陽系外惑星HD 74156 bとHD 74156 cの存在が確定した。
惑星bは太陽系の水星よりも主星に近い位置をとても細長い楕円軌道で公転している。惑星cは質量が木星の約8倍とみられる巨大ガス惑星とされ、6.8年くらいの周期で、軌道長半径が 3.9 au程度の楕円軌道を公転している。2022年には、ヒッパルコス衛星とガイア衛星によるアストロメトリ観測のデータ分析から、外側の惑星cの軌道傾斜角を求めることに成功し、このことから真の質量は木星の約8.7倍であると求められた。
| 名称 （恒星に近い順） | 質量                   | 軌道長半径 （天文単位） | 公転周期 (日)    | 軌道離心率         | 軌道傾斜角             | 半径 |
| --------------------- | ---------------------- | ----------------------- | ---------------- | ------------------ | ---------------------- | ---- |
| b                     | ≥1.675+0.136 −0.143 MJ | 0.2916 ± 0.0033         | 51.6385 ± 0.0015 | 0.636+0.008 −0.005 | —                      | —    |
| c                     | 8.665+1.385 −0.470 MJ  | 3.678+0.145 −0.159      | 2448.5 ± 4.2     | 0.377 ± 0.006      | 120.162+7.601 −66.225° | —    |

### 第3の惑星の可能性
安定と不安定との境界近くに存在する惑星系は、とり得る軌道に惑星が詰め込まれているはずだ、とする"packed planetary systems"仮説に基づくと、惑星bと惑星cの間にもう一つ惑星が存在する可能性が示唆される。そして、シミュレーションの結果、土星質量程度の惑星が半径0.9から1.4AUの領域に位置する場合、1億年以上安定して存在できる軌道が存在することが示された。
2007年9月には、質量が木星の4割程度という3番目の惑星HD 74156 dが、惑星bと惑星cの間となる楕円軌道を公転している、と発表された。この惑星dの軌道は、"packed planetary systems"仮説が予想する領域と矛盾せず、同仮説を裏付ける発見であるとも期待された。
しかし、惑星dの発見には疑問が呈され、観測された視線速度の変化は経年の誤差ではないかと指摘された。ホビー・エバリー望遠鏡によって更に視線速度を調査した結果、第3の惑星が存在する証拠は検出できなかった。更に、ケック望遠鏡による観測もこれを裏付け、惑星dは見付かっていないことになっている。